# Мисник Алла Василівна
А́лла Васи́лівна Ми́сник (1967—2006) — українська спортсменка (спортивна гімнастика). Майстер спорту міжнародного класу (1981).

## Життєпис
Народилась 1967 року в місті Харків.
Призерка чемпіонату Європи (Мадрид, 1981, срібна нагороода і медалістка у вправах на брусах і вільних вправах, 3-тє місце у багатоборстві). Володарка Кубка СРСР у багатоборстві-1981.
Входила до складу жіночої збірної СРСР зі спортивної гімнастики. Учасниця чемпіонату світу зі спортивної гімнастики.
Виступала за спортивне товариство «Трудові резерви» (Харків).
2006 року померла у США від інсульту.